# Paul Janet
Paul Janet (teljes nevén: Paul Alexandre René Janet; (Párizs, 1823. április 30. – Párizs, 1899. október 4.) francia filozófus.

## Pályafutása és filozófiája
A École normale supérieure hallgatója 1853-ban, ahol filozófiából szerzett egyetemi diplomát 1844-ben (első) és Az irodalomtudományok doktora 1848-ban, a morálfilozófia professzora lett Bourges-ban. (1845-1848), Strasbourgban (1848–1857), majd a párizsi lycée Louis-le-Grand-ban tanított 1857–1864-ig. 1862-től a Sorbonne-on a filozófia helyettesítő professzora volt, majd 1864-től 1898-ig a filozófiatörténet tanszékét töltötte be ezen az egyetemen. 1864-ben az Académie des sciences morales et politiques tagjává választották, 1880-ban pedig a francia Közoktatási Főtanács tagja volt ( Conseil supérieur de l'Instruction publique).
Munkássága főként a filozófiával, politika és etika témakörével foglalkozik, Victor Cousin és rajta keresztül Hegel nyomdokain haladva.
Munkássága még Bergson előtt kiterjedt az élet időtartamával kapcsolatos újszerű vizsgálódásokra is. Azt a gondolatot járta körül, hogy az idő gyorsabban telik, ahogy az ember felnő, ami annak köszönhető, hogy az embernek szubjektív elképzelése van az időbeliségről. Konkrétan az idő gyorsabban telik, mert  „10 éves korodban egy év az életed 10%-át teszi ki, és nagyon hosszú időnek tűnik, ezzel szemben 50 évesen egy év csak 2%-a az életünknek, és ötször kevesebb időnek tűnhet".
Fő művében, az Erkölcs címűben egy olyan etikai filozófiát dolgozott ki, amelyet ő maga  racionális eudémonizmusnak nevez. Ellenzi egyrészt a utilitarizmust másrészt Emmanuel Kant erkölcstanának túlságosan elvont formalizmusát, de ugyanakkor mindkettőt összeegyeztethetőnek tartja. Antonin-Gilbert Sertillanges ezt a felfogást vette át. Paul Janet  deontologizmusnak nevezi tanítását, összekapcsolva azt azonban egy olyan etikai eklekticizmussal, amely mind Arisztotelész, mind Kant vagy John Stuart Mill szintézisére törekszik.
Ennek érdekében abból az elvből indul ki, hogy az erkölcsi jó feltételez egy természetes jót, amely az alapjául szolgál. Ez a természetes jó nem a „gyönyör”, hanem a kiválóság, a legjobb a külső javakban, majd az emberi testben, majd a lélekben. Ami a lélekben a legjobb, az a személyiség, azaz az értelmes akarat, amennyiben egyesül a többi ember személyiségével a testvériségben és a személytelen javakkal, mint a szép, az igazság, a szent. A jó és az élvezet közötti különbségtétel azt jelenti, hogy nem minden élvezet jó, de azt sem, hogy nem minden jó valamilyen módon élvezet. Arisztotelész szándéka szerint a cselekvésben öröm van, és a kiváló cselekvés tehát a legmagasabb örömöt hozza, ami egyenlő a boldogsággal, így nem kell szembeállítani, mint Kant tette, az erkölcsi értéket és az emberi természetet, ami ellentmondásos lenne, hanem inkább összhangba kell hozni őket, ahogyan azt a utilitarizmus, például Bentham vagy Mill értette. Csakhogy a boldogság nem egy  számítás eredménye (ahogy Bentham gondolja),  amely az élvezetek maximumának kombinációjához vezet, hanem a legmagasabb öröm, a legtisztább élvezet.
De a boldogságnak ez a tana egyben a kötelesség tana is, vagyis a tökéletességünkre, a lehető legmagasabb erkölcsi teljesítményünkre való törekvés törvénye, ami egyben a boldogság mint a legmagasabb öröm is. Mivel az erkölcsi jó a természetes jóból következik, a kötelesség a jó cselekedetéből áll. Janet szerint a jó abban áll, hogy az ember teljesíti a kötelességét. Más szóval, a kötelesség abban áll, hogy azt keressük, ami természeténél fogva jó; és az erkölcsileg jó cselekedet az, amit kötelességből teszünk, ami összhangban van Kant erkölcsi tanításával.

## Főbb művei
- La famille, leçons de philosophie morale (1855, azóta 10. kiad.), a párizsi akadémiától koszorúzott munka
- Philosophie du bonheur (4. kiadás, 1873)
- Le matérialisme contemporain en Allemagne (3. kiadás 1878)
- Histoire de la science politique dans ses rapports avec la morale (3. kiad. 1886)
- Victor Cousin et son œuvre (1855)
- Essai sur la dialectique dans Platon et Hegel (2. kiad. 1860)
- La crise philosophique. MM. Taine, Renan, Littré et Vacherot (1865)
- Le cerveau et la pensée (1867)
- Éléments de morale (1870)
- Les problèmes du XIX. siècle (1872)
- La morale (1874)
- Philosophie de la Révolution française (1875)
- Les causes finales (1877)
- Saint-Simon et Saint-Simonisme (1878)
- Traité élémentaire de philosophie (4. kiad. 1884)
- Les maîtres de la pensée moderne (1883)
- Les origines du socialisme contemporain (1883)

## Magyarul megjelent művei
- A politikai tudomány története az erkölcstanhoz való viszonyában, 1-3.; ford. Lőrincz Béla, Angyal Dávid; Akadémia, Bp., 1892 (A Magyar Tudományos Akadémia Könyvkiadó Vállalata. U. F.)

## Fordítás
- Ez a szócikk részben vagy egészben  a   Paul Janet című francia Wikipédia-szócikk ezen változatának fordításán alapul.  Az eredeti cikk szerkesztőit annak laptörténete sorolja fel. Ez a jelzés csupán a megfogalmazás eredetét és a szerzői jogokat jelzi, nem szolgál a cikkben szereplő információk forrásmegjelöléseként.